# Њујоршки плавци (3. сезона)
Њујоршки плавци је америчка телевизијска полицијска серија смештена у Њујорку која приказује унутрашње и спољашње борбе измишљене 15. станице на Менхетну.
Сезона 3 је емитована од 24. октобра 1995. до 21. маја 1996. године.

## Опис
На почетку сезоне Силвија је затруднела са Ендијевим дететом. Дечак Тео је рођен близу краја сезоне. Ово је контрастна судбина са Сиповицевим старијим сином Ендијем мл., који је најавио планове да се придружи полицији након што је избачен из Авио Снага због повреде. Енди је зближава са својим удаљеним сином када је рањен покушавајући да помогне људима у кафани. Ово је изазвало да старији Сиповиц испадне из ритма. Убице Ендија мл. су се побиле међусобно због Симоновог чина самоодбране, али је у ствари то био чин освете на који је Симон заклео Сиповица.
Боби и Дајен, чија је веза на чекању док је он на АА-у, завршава њиховим састанком и сазнањем да Дајен почела да пије поново након што је њен отац насилник тукао њену мајку. Отац јој је на крају убијен, а мајка је постала главни осумњичени.
Џејмс Мартинез и нова детективка Адриан Лесњак започињу везу, али након што је Лесњакова рекла Медавоју (Мартинезовом партнеру и одељенској трачари) да је лезбијка, зато што се последња веза коју је имала са једним полицајцем завршила катастрофално. Након што је Џејмс рањен, опоравио се и вратио на посао њих двоје су успели да се боље упознају и она је признала Медавоју да га је лагала. Мартинез је касније раскинуо са њом због њеног непријатног понашања и Лесњакова је на крају напустила одељење. Медавој напушта своју жену, признајући да га задржава, али прекасно да би спасио везу са Доном, која напуша посао да би прихватила посао у Еплу у Калифорнији у 20. епизоди.

## Улоге

### Главне
- Џими Смитс као Боби Симон
- Денис Франц као Енди Сиповиц
- Џејмс МекДенијел као Артур Фенси
- Николас Туртуро као Џејмс Мартинез
- Шерон Лоренс као ПОТ Силвија Костас-Сиповиц
- Гордон Клап као Грег Медавој
- Гејл О'Греди као ЛАП Дона Абандандо (Епизоде 1-20)
- Џастин Мицели као Адриан Лесњак
- Ким Дилејни као Дајен Расел

### Епизодне
- Бил Брочрап као ЛАП Џон Ирвин (Епизоде 1, 5, 8, 16, 22)

## Епизоде
| Бр. у серији | Бр. у сезони | Наслов                       | Редитељ          | Сценариста                 | Емитовање          |
| --- | ------------ | ---------------------------- | ---------------- | -------------------------- | ------------------ |
| 45 | 1            | Ургентни центар              | Марк Тинкер      | Дејвид Милч, Дејвид Милс   | 24. октобар 1995.  |
| Грег и Џејмс упадају у пљачку када им један човек покаже значку, а онда хици зазује и Џејмса рањавају. Грег га одводи у болницу на операцију. Одељење истражује, а Енди и Боби притискају осумњиченог да им ода свој контакт, који испада да је човек са значком. ОТ неће да подигне оптужницу јер човек са значком, који је чувар у затвору Рајкерс, предаје информације о неким поквареним чуварима. Енди добија дојаву да чувар планира да збрише из града и Енди говори детаље Бобијевој бившој девојци новинарки и чувара на крају хапсе. Џејмс не осећа ноге, али када осети нешто на незгодном месту све бива у реду. Са подршком АА спонзора Дајен одлучује да поново изађе са Бобијем. Силвија изненађује Ендија вестима-касни јој. |              |                              |                  |                            |                    |
| 46 | 2            | Тора! Тора! Тора!            | Дона Дајч        | Тереза Рибек, Бил Кларк    | 31. октобар 1995.  |
| Силвија је заиста трудна и закуне Ендија да не говори никома, али он се излане одељењу о новостима. Млада жена је избодена на смрт у свом стану на првом спрату. Отац изгледа уверено да ју је убио његов ментално нестабилни син, а Боби сумња да је то други човек који се понашао чудно. Он и Дајен добијају налог за човеков гепек, а Боби га изманипулише говорећи му да воли да вреба жене са великим грудима и да их убија. Енди је заузет случајем са Грегом када је неепроцењиви Тора украден из синагоге. Енди иде на тајни задатак као рабин и хвата лопова. |              |                              |                  |                            |                    |
| 47 | 3            | Једна велика срећна породица | Мајкл М. Робин   | Гарднер Стерн              | 7. новембар 1995.  |
| Повратак Силкија, бившег макроа који хоће да живи поштено доводи Ендија и Бобија до човека који одговара опису серијског силоватеља. Касније те вечери је младу жену силовао и убио лажни достављач, а детективи схватају да је покушавао да убије своју бившу жртву. Праве мамац од Дајен, где Боби онеспособљава силоватеља и касније га својим понашањен натера на признање. Дан се за Дајен погоршава када јој је отац алкохоличар ухапшен због туче у кафани. Успева да одбаци оптужбе и покушава да има мирну вечеру са породицом, али бес њеног оца према беспомоћној мајци и сломљеном брату је натера да попије пре него што позове Бобија у помоћ. Џејмс, Грег и Адриан добијају случај где је особа неколико пута преживљавала убиство. Откривају да његова покварена жена стоји иза напада, али он неће да верује ни да поднаса пријаву. А Адриан помоћу Грега не одлази на састанак са Џејмсом говорећи Грегу да је лезбијка. |              |                              |                  |                            |                    |
| 48 | 4            | Хејвин може да чека          | Елоди Кин        | Леонард Гарднер, Бил Кларк | 14. новембар 1995. |
| Месецима су тензије између Симона и Сиповица док истражују погубљене двоје деце повезано са нарко картелом, јер се Дајен обратила Симону за помоћ кад је испала из ритма, а Сиповиц је немоћан да помогне Костасовој са јутарњом мучнином. Боби се скоро потукао са Ендијем због његовог наваљивања да се срлучај реши, а Енди покушава да се извини. |              |                              |                  |                            |                    |
| 49 | 5            | Прљави веш                   | Марк Тинкер      | Дејвид Милч, Николас Вутон | 21. новембар 1995. |
| Енди и Боби истражују убиство на хемијском чишћењу, а Енди је шокиран када је открио да је Холи Снајдер умешана. Она је била субјекат окрутног клађења које се завршило убиством њеног новог дечка јер није вратио дуг. Енди покушава да јој помогне, али је она сада зависна о хероин. Боби је скинут са случаја да би истраживао детектива Дракера који је дошао у 15. док БУК истражује његов случај. Боби није срећан што ради са њим и страхови испливавају када се открије оптужба за злостављање против старијег човека, а када детектив Дракер не обрати пажњу на случај, он се убије. БУК одлучује да је време да се Дракер ухапси, али пре него што је то учињено потежу се пиштољи и корумпирани детектив је оборен. ЛАП Џон Ирвин потврђује да је Адриан лезбијка, а она се разбесни на њега говорећи му да је то рекла да би скинула Џејмса са врата јер није хтела да изађе са њим. |              |                              |                  |                            |                    |
| 50 | 6            | Курт Расел                   | Џим Чарлстон     | Леонард Гарднер, Бил Кларк | 28. новембар 1995. |
| Енди и Боби проналазе мртву индијку у њеним колима. Упркос Ендијевим бројним коментарима на рачун индијаца и индијске хране, случај упада у забрањену љубав. Боби претера када Дајен почне да ради тајно на ОД случају и она му после исприча све о томе. ОД испада да је случај тужне приче породице без правих непријатеља и позитивних решења. Грег и Џејмс хапсе човека који је повезан са преварама са кредитним картицама, а Грег открива да му је баба била Рускиња. |              |                              |                  |                            |                    |
| 51 | 7            | Бик који стари               | Дејвис Гугенхајм | Дејвид Милс                | 12. децембар 1995. |
| Издавач је нестао, а ФБИ наглашава 15-тој да не жели никога близу истраге. Пошто нема места за савезњаке у Ендијевим очима, он и Боби се представљају као савезни агенти када им Цинкарош Стив донесе информације. На жалост информације испадају критичне јер није сигурно да ли ће вратити милионера живог и здравог. Бобијево срце се слама када открије да његов тренер, Патси Фарера, пати од раног стадијума Алцхајмерове болести. |              |                              |                  |                            |                    |
| 52 | 8            | Хладни грејачи               | Адам Нимој       | Бил Кларк, Тереза Рибек    | 19. децембар 1995. |
| Боби се налази са својим старим пријатељем Рејем ДиСалвом који жели да изађе из затвора уз помоћ информација о случају пљачке где су погинула два полицајца у пензији. Боби почиње рад наслучају, али БУК већ ради и он мора да се суочи са истином. БУК наредник Мартенс зна шта се дешава, јер га је Реј продао раније. Боби говори Реју да након што склопе договор, неће више да га види. Поручник Фенси главни сведочи када у пуцњави у бакалници латинац гине и сазнаје да је он претукао једно дете пре пуцњаве. Фенси и Енди раде заједно да се побрину да отац тог детета не оде у затвор. Грег смирује младог глумца и агресивну звезду. |              |                              |                  |                            |                    |
| 53 | 9            | Извини, Вонг је осумњичен    | Мајкл М. Робин   | Бил Кларк, Гарднер Стерн   | 9. јануар 1996.    |
| Енди и Боби добијају истрагу када је млада кинескиња пронађена мртва. Осумњиче гангстера и зову детектива Харолда Енга да провери т, али истина је много тужнија. Џејмс одбрани жену у колицима од њеног мужа, а онда му се Адриан насмеши и можда одлазе на састанак. Грегова бивша жена Мери долази у 15. и посвађа се са Доном, а онда шокира бившег мужа неким вешом. Енди се замало развео кад није био на Силвијином првом ултразвуку, али су се помирили уз помоћ слике њиховог детета. |              |                              |                  |                            |                    |
| 54 | 10           | Џунгла на табли              | Марк Тинкер      | Вилијам Л. Морис           | 16. јануар 1996.   |
| Комшијска кошаркашка утакмица са подстреком се завршава са два пуцња и мртва човека. Енди и Фенси нису у први мах добили случај, али када је Енди отишао код активиста ствари су се погоршале. Активисти су поднели захтев што се Ендију обило о главу пред новинарима. Активисти су разбеснели Фенсија тако да је избацио Ендија са случаја, али не и из 15., тако да су Боби и Дајен преузели случај уз помоћ Џејмса и Грега. Открили су да ноторни дилер дроге стоји иза тога јер је један његов човек напустио картел без његове дозволе. Фенси не жели да премести Ендија јер се плаши да ће бели шефови да доведу неког као што је Енди, али да неће да ради посао као он. Енди сазнаје да је новинар упуцан и добија потврђујуће информације о упуцавању пре него што је новинар умро. Силивија, која је видела да је Енди некултурно махао руком Афро-Американцима, му је нагласила да се НИКАД не понаша тако пред њиховим сином. |              |                              |                  |                            |                    |
| 55 | 11           | Горућа љубав                 | Пери Ланг        | Бил Кларк, Гарднер Стерн   | 30. јануар 1996.   |
| Енди и Боби добијају случај младе жене која је везана и спаљена до непрепознатљивости. Сазнају да је муж крив за то јер није обавио откуп како треба. Грег добија задатак да буде телохранитељ неким људима. Грег добија много новца на покеру радећи као телохранитељ и открива да му се послодавац убио. |              |                              |                  |                            |                    |
| 56 | 12           | Ове старе кости              | Дона Дајч        | Тереза Рибек               | 6. фебруар 1996.   |
| Дајенин отац је убијен а њен брат преузима одговорност. Ипак, Дајен касније сазнаје да га је њена мајка убила. Боби истражује, а Енди не да Дајен да пије и сазнају шта се стварно десило. ПОТ Лео Кохен увреди Бобија и замало добија по носу. Грегу треба нови стан и ужива посматрајући нови комшилука док он и Енди проверавају злостављану жену која тврди да јој је муж убио дете пре девет година. Успевају да спрече још једно убиство на време. |              |                              |                  |                            |                    |
| 57 | 13           | Шака долара                  | Елоди Кин        | Бил Кларк, Николас Вутон   | 13. фебруар 1996.  |
| Дајен наставља да се бори са мајчином будућношћу и разбесни ПОТ Леа Кохена који тужи њену мајку због убиства оца и сина једног богатог алкохоличара за убиство жене. Адвокат Дајенине маме покушава да добије нагодбу за условну, а Дајен није у најбољим односима са сином алкохоличара што је кошта решавања случаја. Боби ухвати Кохена за врат и запрети му ако зуцне за његову и Дајенину везу опет. У правним вестима, поштени син мафиије је убијен. Неке пљачке-убиства доводе до хапшења другог сина који је геј, али не и до приче ни бриге о људима које је побио и животима које је уништио. |              |                              |                  |                            |                    |
| 58 | 14           | Откачени професор            | Марк Тинкер      | Бил Кларк, Гарднер Стерн   | 20. фебруар 1996.  |
| Једна млада жена је пронађена мртва у свом стану, утроба са бизарним порукама писаним на зидовима у крви. Анди и Боби први сумњају а Храна на точковима радника, али онда се траг на кретен кога су ухапсили у Атлантик Ситију. Чудак покушава да се претвара да је луд да се избегне затвор, али Енди представља као психопата да га натерам да призна да није луд, само психопата убица. Доктор који задужен за за жену је упуцан од стране панкера приликом посете његовој канцеларији и асистент / љубавници, а полиција немају симпатије за вимпли лекара, свог доминантног жене, или његов глупи љубавнице. Они црацк случај са неким помоћ старијим типом који жели његов ауто узет из парцели за заплену. Џејмс и Аадриан конзумирамо њихов однос Грег прилично говори цео састав о томе, и Адриан окреће наметљив до тачке где Јамес је глуп и сви остали изгледа непријатно за њега. |              |                              |                  |                            |                    |
| 59 | 15           | Главни случај                | Ренди Зиск       | Дејвид Милс, Бил Кларк     | 27. фебруар 1996.  |
| Професор на НЈУ-у се налази у његовом стану обезглављен. Енди и Боби исприча своју мајку, која је изгледа више забринути за проналажење кола су заједно власништву. Случај долази заједно када је ментално неуравнотежен бивши ученик налази и испитивали, али погађа кући када је човек мајка колабира на остваривању свог сина је стварно мртав. Порно глумица Ванеса Дел Рио је се малтретира телефонске позиве, и Џејмс проналази крелца ко ради тако. Он је такође добија неке слике Дел Рио за свог пријатеља Менија, кога су сви преузима није реална, али момак по имену Мени не појави у тврде слике. Енди је у чвор цео дан јер Енди мл. показује се те ноћи и Енди мисли да његов син је у невољи са ваздухопловства. Он сматра да је Енди мл. добио частан отпуст након цепања свој ротатора и да се придружи полицијске снаге НЈ-а. |              |                              |                  |                            |                    |
| 60 | 16           | Женске приче                 | Пери Ланг        | Бил Кларк, Тереза Рибек    | 19. март 1996.     |
| Низ бруталних злочина у којима су мала деца силована, а потом бацана са крова у смрт доноси полицајкудо 15-те; Бобију је драго да ради са њом поново, али Енди је љут јер је добио унапређење детектива 1. класе за који је осећао требало да буде његов. Странка се сукобила с временом на време, али је случај коначно затворен соло испитивања од Ендија. Џејмсс добија жалбе на силовање и тражи од Дајен помоћ, само да је (и све друге жене у канцеларији) имају љутито жигосање његов приступ предмету. Енди даје Ендију мл. је импровизовани лекцију у детаље улица полицијског рада. |              |                              |                  |                            |                    |
| 61 | 17           | Холи и риба на надувавање    | Дејвид Гугенхим  | Бил Кларк, Дејвид Сајмон   | 26. март 1996.     |
| Симон проналази својог најбољег доушника икада, зависника Фердинанда Холија, кућиште од неке колумбијске тркаче дроге. По доласку у 15., Холи им даје информације да проверава, али Енди је забринут због активности Холи је кршење закона и његовог животног века употребе игла дроге. Енди је иритиран када је полицајац по имену Реј Колинс појави и да захтева од Дајен помоћ на истрази убиства младе девојке од банде нарко федерално финансира. Дајене и Боби брзо научие Колинса да је мање заинтересован за решавање тог случаја од вуку га да зарадите доста прековременог рада. Када је Боби сазнао да Холи има ХИВ, он је тужан, али Холи каже да ће носити тежину, онда не Боби услугу дајући податке који доводи до затварања убиство је. Фенси се слаже да превиде активности Холи у замену за његову сарадњу са Колинсовом јединице дроге. Након проналажења дроге на информацијама Холи је Колинс одустаје идентитет Холи на један од банди и није жао дати криминалне активности Холи је. Енди се наљути касније када Колинс лаже да је Ендијев брат у рукама током Вијетнамског рата, и говори Колинсу све лажи које жели о свему, али не о Вијетнаму. Енди и Боби онда се реч која Холи опљачкали Колумбијци, који одбијају да сарађују са полицијом, али онда чуо је два пута пуцао. Боби стиже сазнати Холлие признат стрелце као чланова банде, каже Боби није напустио ниједан тела на улицама, и умире. Узнемирен због Холијеве смрти, Боби се враћа у бар, а Колинс је при и туче напоље из њега. У Б причи, Грег и Џејмс истражују убиство "Беле магије" свештеника и сазнати да је убијен од стране бивших осуђеника који је изгубио разум када се "невидљивост напитак" свештеник смислио за њега није успела да раде као рекламирао. |              |                              |                  |                            |                    |
| 62 | 18           | Опљачкани смо                | Марк Тинкер      | Бил Кларк, Леонард Гарднер | 2. април 1996.     |
| Мафијски зеленаш је пронађен мртав у Ист Риверу, а нервозан агент ФБИ-ја мисли да су убице долазе из друштвеног клуба мафијашког повезан. Енди и Боби помоћи инсталирати Савезну прислушкивање, али се прекинуо два нижег ранга капуљачама-које су потом пљачкају. Људи касније долазе до 15. са много надуваним рекорд у шта украли. Фокус помера са гомиле на веома несрећни грађанина који је био дубоко у дуговима и очајни. Дона је фризер долази јој помоћ када јој је труло рођак покушава да јој помогне да насилно бившег дечка роб њен тренутни човека камион. Дона организује за Дајен да помогне, и Дајен позива у Џејкову за операцији. ОП функционише савршено, али Адриан љубомора (она постаје уверен Џејмс је имао секс са или жели да данас фризера кад је позира само као својим момком убода) експлодира у свачијем лицу и Џејмс је коначно имао довољно, рекавши јој да њеног понашања је идиотски и стављајући јасно до знања да није заинтересован за изговоре о њој. Ови сазнају да једва добио покрао и да ће се наплаћује за лагање о томе да они не узимају своје ствари и губи се. Енди каже Енди мл. причу о томе како је скоро пуцао и убио невину особу током својих полицијска дана, јер није знао детаље зграде у свом посту. |              |                              |                  |                            |                    |
| 63 | 19           | Оштећена тетка               | Мајкл Воткинс    | Бил Кларк, Николас Вутон   | 30. април 1996.    |
| Енди је на ивици ножа (који је место где обично његов емотивни барометар у сваком случају решава) као Силвија је предстојеће рођење разбоја. Он говори превише о 911 позива, чињеница да је Силвијин доктор Јевреј, итд, итд, али он има времена да научи Енди мл. на послу, како је и Боби истражи провалу и пљачку у којој је убијен старија жена . Сумњају на рођака зависника, али штампа рад доводи до кривца. Избацивач је претучен на смрт у стриптиз клубу и Џејмс и Грег морају да трпе кратак кризе са таоцима да ухапси љубоморни бивши затвореник који га је убио. Дона упознаје Епл регрутне и разматра нову каријеру. Адриан зна да Џејмс жели да раскине са њом, а када су коначно седнете да он разговара нежно потврђује да је истина. Адриан изражава жаљење због њеног понашања, али Џејмс опрости и каже јој да ће увек бити њен пријатељ. Силвија иде у рад и рађа здраву дечака, бави неким кратким крварења и има Енди и његов син дељење загрљај. |              |                              |                  |                            |                    |
| 64 | 20           | Смрт у породици              | Марк Тинкер      | Мајкл Дејли                | 7. мај 1996.       |
| Енди и Боби иду у болницу да истраже бар пљачку у којој је човек интервенисали да спрече пљачкаше да не силују конобарицу и упуцали. На свој ужас, човек који је пуцао и убио је Енди Сиповицз мл. Енди једва могу да садрже његов шок, а Боби одлучује да раде случај око сат док не ухвате убице Ендија мл.. Али Енди каже Боби жели људе који су убили његовог сина мртав, а Боби је у стању да реагује пре него Енди трке од 15-ог. Он каже Силвији и његову бившу супругу Кејти страшних вести и обоје су колапс у сузама. Боби ради случај са Дајен и након Оружје се налази у близини градилишта, он наређује јој да не долази са њим док је провалио у приколици две скитнице су живели у, али се завршава пиштољ ударања једног од људи после пиштољ је махао. Дајен кида у Боби за своје поступке и он јој каже шта Енди рекао. Они наставили да радите добро заједно и сазнајте скитнице нису учествовали у убиству Анди Јр. Анди чини сахране припреме и наставља окривљује себе за смрт његовог сина, рекавши Енди мл. ушао у ту ситуацију без оружја и пита: "Шта сам научити ово дете?" Енди суочава Боби и Дајен и бесан када сазна да нема осумњичених. Енди оставља Силвиа сама код куће са својим новорођеном сину и одлази у бар где он завршава свој дуг период трезвености. У другим тужна вест, Дона одлучује да напусти НЈПО и да ради у Еплу. Грег је јасно боли, али држи своје осјећаје о себи као жену коју је волео излази 15. заувек. Напомена: Последња појава Доне Абандандо. |              |                              |                  |                            |                    |
| 65 | 21           | Затварање времена            | Дејвид Розенблум | Бил Кларк, Дејвид Милс     | 14. мај 1996.      |
| Енди је наставио пијаном савијање након убиства његовог сина, до тачке где га љутити Силвија баца из њиховог стана. Његово понашање на послу је исто тако Абисмал; током интервјуа са признати непријатељском и непријатног жену, Енди заспи и жена чауре сок може на њега, што је довело до Енди скоро је нападају пре Дајана деактивира ситуацију. Фенси чује о томе и наређења Анди да изгубљено време, рекавши да не жели да заврши каријеру Ендијев али ће ако се врати поново на олупину; када Енди вређа Лт., Лепа каже "Срамотиљ посла -. а ти је непријатно сећање свога сина" Енди олује од 15. са нељубазан речи за Боби. Међутим, Боби и Џејмс добити паузу када проститутка долази са причом која може да буде од користи. Боби јој каже да ни дати целу чињенице или се суочи са батине, а она извади једну полицијску значку да два кретена оставио на свом месту: то је Хакенсак УП штит, што одговара Енди мл. Она организује састанак да се врати значку, али кретени су управо претукао пролазника када је Боби шетње до њих на улици. Обојица су повући оружје на њега и Боби их обоје пуца на смрт. Енди је узимајући пропала у бару када је види вести на ТВ-у, а он је у позива на 15. да потврди детаље. Након тога, он је видио како групу тинејџера виси на углу улице и пијано их наређује да изађемо, у заблуди да је Енди мл. је са њим. Тукли су га и узме пиштољ. У болници, Боби сазнаје лекар чува идентитет Ендијев тајна, али Боби зна да ли вести из пиштоља излази каријера његовог партнера је готов. Боби има тешке речи за Ендијеве понашања и пита у агонији "Да ли желиш људи да ти помогнем, Енди?" Анди каже да, и Боби баци се на посао. Официр Шенон зна тинејџере који туку Ендија и помаже Боби довести у свог лидера. Када Лепа пита шта се дешава, Боби му каже, и Лепа прича вођи и посредника договор где је добија пиштољ и дете хода. Фенси онда разговара са тешко претучен, трезни, и плакала Енди и пита га шта жели да уради. Анди каже, нажалост али јасно, да он сада зна да је његов син мртав и он жели да поврати свој посао како би могао да поново чинити добро. Фенси га враћа пиштољ. Енди касније захваљујући Боби, уз напомену да је Боби ништа друго него туга и његов партнер још заузео за њега. Он је потом иде кући и каже Силвија он жели да буде са својом породицом, а она каже да га је и њихов син жели натраг док је кораке у стан. |              |                              |                  |                            |                    |
| 66 | 22           | Није крив, брат ми је        | Мајкл М. Робин   | Бил Кларк, Боб Глодини     | 21. мај 1996.      |
| Енди почиње свој повратак на посао до удружио са Бобијем и Дајен да истражи двоструко убиство у виду Аутомеханичаркој радионици. Пандури схватити починилац је ветеран осуђеник пред живот без могућности помиловања, али његов добар-грађанин брат одбија да рат на свом брата. Након Енди каже осуђеног причу о Ендију мл., он убеђује добро брата да каже истину. Џејмс, Грег и Адриан Лесњак ухватити случај два убијених наркомана. Схвате да их други наркоман убио, а тежи део говори истину о томе да је један од отуђеног мужа жртве, који је још увек воли своју жену и разореној њене смрти. Нови ЛАП се преноси од стране Фенсија јер она није надлежан Грег нађе леп стан може да приушти, ЛАП Џон Ирвин оставља одељење за почетак своја посла, Боби и Дајен одлучити да неко време одмора заједно, и Енди моли за први пут у дуго времена током његовог сина Грчка православна рађања церемонија Тео. Напомена: Последња појава Адриан Лесњак. |              |                              |                  |                            |                    |